# Пунище (Логойський район)
Пунище — (біл. вёска Пунішче), село (веска) в складі Логойського району розташоване в Мінській області Білорусі, підпорядковане Околовській сільській раді.
Село Пунище розташоване в центральних районах Білорусі, в північній частині Мінської області - орієнтовне розташування.